# Koenig Johann (Schiff, 1856)
Der Raddampfer Koenig Johann  wurde 1856 auf dem Schiffbauplatz in Krippen gebaut. Es war das letzte Holzschiff der Gesellschaft Vereinigte Sächsisch-Böhmische Dampfschiffahrt. Namensgeber war der sächsische König Johann.

## Die Zeit nach Indienststellung
Nach der Indienststellung als Glattdeckdampfer fuhr das Schiff für die Vereinigte Sächsisch-Böhmische Dampfschiffahrt.
Nach nur fünf Jahren wurde das Schiff zum Saisonende 1861 außer Dienst gestellt und abgewrackt. Teile des Schiffes wurden beim Bau der Koenig Johann (II) verwendet.

## Die Dampfmaschine
Die Dampfmaschine war eine oszillierende Niederdruck-Zweizylinder-Zwillings-Dampfmaschine mit Einspritzkondensation mit einer Leistung von 130 PS. Gebaut wurde sie, wie auch der Drei-Flammrohr-Kofferkessel, von der Schiffs- und Maschinenbauanstalt Ruston & Co. in Prag. Nach dem Abwracken des Schiffes erhielt die 1862 gebaute Saxonia (II) die Maschine.

## Kapitäne des Schiffes
- Anton Stolz 1857
- M. Steinberg 1858–1859
- Ignaz Hora 1860–1861